# Vòng loại giải vô địch bóng đá thế giới 1994 (play-off liên lục địa)
Vòng loại Giải vô địch bóng đá thế giới 1994 có 2 trận play-off liên lục địa để xác định đội cuối cùng tham dự giải vô địch bóng đá thế giới 1994. Các trận đấu diễn ra giữa ngày 31 tháng 7 – 17 tháng 11 năm 1993.

## Thể thức
3 đội từ 3 liên đoàn (CONCACAF, CONMEBOL, và OFC) được chia thành 2 trận. Đội CONCACAF và OFC đấu ở vòng 1, với đội thắng vào vòng 2 gặp đội CONMEBOL.
Trận play-off diễn ra theo thể thức hai lượt, với mỗi đội được thi đấu một trận trên sân nhà. Đội ghi nhiều bàn thắng hơn ở tổng tỷ số cả hai lượt sẽ thắng. Nếu tổng tỷ số sau 2 lượt trận bằng nhau, luật bàn thắng sân khách được áp dụng, tức là đội ghi được nhiều bàn thắng hơn trên sân khách qua hai lượt sẽ thắng. Nếu tổng số bàn thắng sân khách cũng bằng nhau, sẽ có 30 phút hiệp phụ. Luật bàn thắng sân khách một lần nữa được áp dụng sau hiệp phụ, tức là nếu có bàn thắng được ghi trong hiệp phụ và tổng tỷ số vẫn bằng nhau, đội khách sẽ thắng nhờ có nhiều bàn thắng hơn. Nếu không có bàn thắng nào được ghi trong hiệp phụ, trận đấu được quyết định bằng loạt sút luân lưu.

## Đội tham dự
| Liên đoàn      | Vị trí hạng         | Đội tuyển |
| -------------- | ------------------- | --------- |
| Tham dự vòng 1 |                     |           |
| CONCACAF       | Xếp thứ 2 vòng cuối | Canada    |
| OFC            | Đội thắng vòng 2    | Úc        |
| Tham dự vòng 2 |                     |           |
| CONMEBOL       | Xếp thứ 2 bảng A    | Argentina |

## Sơ đồ
|  | Vòng 1 | Vòng 1 | Vòng 1    | Vòng 1    | Vòng 1 |   |    | Vòng 2 | Vòng 2 | Vòng 2 | Vòng 2 | Vòng 2 |  |
|  |        |        |           |           |        |   |    |        |        |        |        |        |  |
|  | Canada | Canada | 2         | 1         | 3 (1)  |   |    |        |        |        |        |        |  |
|  | Canada | Canada | 2         | 1         | 3 (1)  |   |    |        |        |        |        |        |  |
|  | Úc (p) | Úc (p) | 1         | 2         | 3 (4)  |   |    |        |        |        |        |        |  |
|  | Úc (p) | Úc (p) | 1         | 2         | 3 (4)  |   | Úc | Úc     | 1      | 0      | 1      |        |  |
|  |        |        |           |           |        |   | Úc | Úc     | 1      | 0      | 1      |        |  |
|  |        |        | Argentina | Argentina | 1      | 1 | 2  |        |        |        |        |        |  |

## Các trận đấu
Các trận đấu diễn ra giữa ngày 31 tháng 7 – 17 tháng 11 năm 1993.

### Vòng 1: CONCACAF v OFC
| Đội 1  | TTS         | Đội 2 | Lượt đi | Lượt về      |
| ------ | ----------- | ----- | ------- | ------------ |
| Canada | 3–3 (1–4 p) | Úc    | 2–1     | 1–2 (s.h.p.) |

| Canada                   | 2–1      | Úc                 |
| ------------------------ | -------- | ------------------ |
| Watson 50' · Mobilio 57' | Chi tiết | Dasovic 44' (l.n.) |

| Úc                                | 2–1 (s.h.p.) | Canada                       |
| --------------------------------- | ------------ | ---------------------------- |
| Farina 45' · Durakovic 77'        | Chi tiết     | Hooper 54'                   |
| Loạt sút luân lưu                 |              |                              |
| Wade · A. Vidmar · Tobin · Farina | 4–1          | Mitchell · Bunbury · Sweeney |

Tổng tỷ số là 3–3. Úc thắng 4–1 ở loạt sút luân lưu và lọt vào trận play-off gặp đội CONMEBOL.

### Vòng 2: OFC v CONMEBOL
| Đội 1 | TTS | Đội 2     | Lượt đi | Lượt về |
| ----- | --- | --------- | ------- | ------- |
| Úc    | 1–2 | Argentina | 1–1     | 0–1     |

| Úc         | 1–1 | Argentina |
| ---------- | --- | --------- |
| Vidmar 42' |     | Balbo 37' |

| Argentina        | 1–0 | Úc |
| ---------------- | --- | -- |
| Tobin 59' (l.n.) |     |    |

Argentina thắng với tổng tỷ số 2–1 và giành quyền tham dự World Cup 1994.

## Cầu thủ ghi bàn
Có 9 bàn thắng được ghi trong 4 trận, trung bình 2.25 bàn/trận.
1 bàn
- Abel Balbo
- Mehmet Durakovic
- Frank Farina
- Aurelio Vidmar
- Lyndon Hooper
- Domenic Mobilio
- Mark Watson

1 bàn phản lưới nhà
- Alex Tobin (trong trận gặp Argentina)
- Nick Dasovic (trong trận gặp Úc)